# Número de Ohnesorge
El número de Ohnesorge ({\displaystyle \mathrm {Oh} }) es un número adimensional que relaciona las fuerzas viscosas y las fuerzas de tensión superficial.

## Etimología
El número de Ohnesorge fue definido por Wolfgang von Ohnesorge en su tesis doctoral de 1936.

## Simbología
| Símbolo                       | Nombre                                                      | Unidad  |
| ----------------------------- | ----------------------------------------------------------- | ------- |
| {\displaystyle \mathrm {La} } | Número de Laplace                                           |         |
| {\displaystyle \mathrm {Oh} } | Número de Ohnesorge                                         |         |
| {\displaystyle \mathrm {Z} }  | Reciproco del número de Ohnesorge                           |         |
| {\displaystyle L}             | Longitud característica, típicamente el diámetro de la gota | m       |
| {\displaystyle d}             | Dimensión de área                                           | m       |
| {\displaystyle \mu }          | Viscosidad dinámica                                         | Pa s    |
| {\displaystyle \nu }          | Viscosidad cinemática                                       | m2 / s  |
| {\displaystyle \rho }         | Densidad                                                    | kg / m3 |
| {\displaystyle \sigma }       | Tensión superficial                                         | N / m   |

## Descripción
Se define como:
{\displaystyle \mathrm {Oh} ={\sqrt {\frac {\text{Fuerzas viscosas}}{\text{Fuerzas de tensión superficial}}}}}
|                                                                                  | 1 | 2 |
| -------------------------------------------------------------------------------- | --- | --- |
| Ecuaciones                                                                       | {\displaystyle \mathrm {Oh} ={\sqrt {\frac {\nu \ (\nu \ \rho )}{\sigma \ (d^{2}/L)}}}}                                           | {\displaystyle \mu =\nu \ \rho }                                                                        |
| Multiplicando {\displaystyle {\sqrt {{\Bigl (}{\frac {\rho }{\rho }}{\Bigr )}}}} | {\displaystyle \mathrm {Oh} ={\sqrt {{\frac {\nu \ (\nu \ \rho )}{\sigma \ (d^{2}/L)}}{\Bigl (}{\frac {\rho }{\rho }}{\Bigr )}}}} | |
| Ordenando                                                                        | {\displaystyle \mathrm {Oh} ={\frac {\nu \ \rho }{\sqrt {\sigma \ \rho \ (d^{2}/L)}}}}                                            | |
| Multiplicando {\displaystyle {\Bigl (}{\frac {d\ L}{d\ L}}{\Bigr )}}             | {\displaystyle \mathrm {Oh} ={\frac {\nu \ \rho }{\sqrt {\sigma \ \rho \ (d^{2}/L)}}}{\Bigl (}{\frac {d\ L}{d\ L}}{\Bigr )}}      | |
| Sustituyendo                                                                     | {\displaystyle \mathrm {Oh} ={\Bigl (}{\frac {L}{d}}{\Bigr )}{\frac {\mu }{\sqrt {\sigma \ \rho \ L}}}}                           | {\displaystyle \mathrm {Oh} ={\Bigl (}{\frac {L}{d}}{\Bigr )}{\frac {\mu }{\sqrt {\sigma \ \rho \ L}}}} |

{\displaystyle \mathrm {Oh} ={\Bigl (}{\frac {L}{d}}{\Bigr )}{\frac {\mu }{\sqrt {\sigma \ \rho \ L}}}}
|              | 1 | 2 |
| ------------ | --- | --- |
| Ecuaciones   | {\displaystyle \mathrm {Oh} ={\Bigl (}{\frac {L}{d}}{\Bigr )}{\frac {\mu }{\sqrt {\sigma \ \rho \ L}}}} | {\displaystyle \mathrm {La} ={\Bigl (}{\frac {d}{L}}{\Bigr )}^{2}{\Bigl (}{\frac {\sigma \ \rho \ L}{\mu ^{2}}}{\Bigr )}} |
| Ordenando    | {\displaystyle \mathrm {Oh} ={\frac {1}{\sqrt {(d\ /\ L)^{2}\ (\sigma \ \rho \ L)\ /\ \mu ^{2}}}}}      | |
| Sustituyendo | {\displaystyle \mathrm {Oh} ={\frac {1}{\sqrt {\mathrm {La} }}}}                                        | {\displaystyle \mathrm {Oh} ={\frac {1}{\sqrt {\mathrm {La} }}}}                                                          |

{\displaystyle \mathrm {Oh} ={\frac {1}{\sqrt {\mathrm {La} }}}}
Históricamente es más correcto utilizar el número de Ohnesorge, pero a menudo es matemáticamente más ordenado utilizar el número de Laplace.

## Aplicación
El número de Ohnesorge para una gota de lluvia de 3 mm de diámetro es aproximadamente 0.002. Números de Ohnesorge mayores indican una mayor influencia de la viscosidad.
Es a menudo utilizado para relacionar la dinámica de fluidos de superficie libre tales como la dispersión de líquidos en gases y tecnología de dispersión (spray).
En impresoras de chorro de tinta (Ing. inkjet), líquidos cuyo número de Ohnesorge es menor que 1 y más grande que 0.1 se pueden hacer chorro (1 < Z < 10).
- Datos: Q1302335